# Marathon Man (Beverly Hills, 90210)
Marathon Man is de tiende aflevering van het negende seizoen van het tienerdrama Beverly Hills, 90210, die voor het eerst werd uitgezonden op 16 december 1998.

## Plot
Dylan verrast Kelly met een etentje, als Kelly met hem mee gaat dan zien ze dat zij naar het vliegveld rijden en er een vliegtuig klaar staat om hen naar Mexico te brengen. Kelly vindt dit allemaal zeer interessant en gaat met hem mee, daar aangekomen genieten zij van een lunch. Hierna gaan zij de stad in om de toerist uit te hangen. Kelly weet alleen niet dat Dylan in de stad in een achterbuurt van een drugsdealer drugs koopt en Kelly gebruikt om de drugs terug naar Amerika te smokkelen. Bij thuiskomst wil Dylan afscheid nemen en bij het afscheid dan kussen zij elkaar. Kelly komt in de winkel en komt daar Matt tegen en Matt hoort dan toevallig dat Kelly naar Mexico geweest is met Dylan en is niet blij.
Het is bijna kerst en de drukte in de boetiek van Donna en Kelly begint de drukte voor de kerstinkopen, als Donna de winkel opent dan vindt zij Sonia met haar vriend, Tony, op de vloer halfnaakt. Donna is verbaasd en wil dat Sonia beloofd dit nooit meer te doen. Later komt een ander bendelid Sonia waarschuwen dat zij van Tony af moet blijven omdat hij haar vriend is. De volgende ochtend ontdekt Donna dat er een inbraak gepleegd is in de winkel en de politie wordt ingeschakeld, iedereen verdenkt de bende hier voor. Later blijkt de beveiligingsagent de dader te zijn. Sonia is gelukt om uit de bende te stappen wat Donna blij maakt. Dylan heeft nu een probleem, het beeldje met de gesmokkelde drugs staat nog in de winkel en die is op slot.
Voor kerst wordt er een dansmarathon gehouden in de After Dark ten goede voor een goed doel. Iedereen van de vriendengroep wil hieraan meedoen, zo ook Steve en wil duizend dollar schenken. Hij weet alleen niet dat dit bedrag per uur inhoudt. Als hij hiervan op de hoogte gesteld wordt dan beseft hij dat hij nu maximaal twaalfduizend dollar kwijt kan zijn en dit vindt hij te gortig. Nu wil hij zijn oude studiemaatje Muntz inschakelen om voor hem mee te doen met de dansmarathon omdat hij vroeger dik en lui was en dus snel zal stoppen met de marathon. Alleen Steve weet niet dat Muntz en zijn vrouw nu gezond leven en veel trainen. Op het eind van de marathon zijn Muntz en zijn vrouw als enige overgebleven en winnen de marathon, Steve is ontsteld en denkt nu dat de krant failliet is. Janet vertelt hem dat dit goed uitgepakt heeft omdat de mensen denken dat het zo goed gaat met de krant en ze willen nu praten met de krant voor advertentieruimte. Kelly en Matt wilden ook meedoen met de marathon maar door de reis die Kelly gemaakt heeft met Dylan is Matt jaloers geworden en op de marathon ziet hij Kelly en Dylan weer met elkaar praten en besluit dan om met iemand anders te dansen, hier is Kelly nu niet zo blij mee. De volgende dag praten zij het uit en besluiten dan wat te eten bij een Mexicaans restaurant.
Dan is het eindelijk kerst en Donna is ook jarig met kerst en wordt meestal vergeten, zij denkt dat Noah dit ook heeft gedaan. Zij weet niet dat Noah en Gina achter haar rug om een besloten feestje gaan geven voor haar. Gina is verantwoordelijk voor een taart en nu de taart er is ziet Noah dat er chocolade erop zit en Donna is hier allergisch voor, Noah neemt Gina apart om haar hier op te wijzen en Gina neemt dit niet en vertelt hem dan dat zij niet het slaafje is van Donna wat ook gehoord wordt door Donna. Als Gina haar ziet dan vertelt zij meteen dat zij het zat is dat zij haar hele leven de afdankertjes heeft gekregen van haar familie.
Gina en Dylan lijken elkaar gevonden te hebben en trekken nu samen op wat eindigt in bed. Langs het bed staat het beeldje waar de drugs in gezeten hebben voor de smokkel.

## Rolverdeling
- Jennie Garth - Kelly Taylor
- Ian Ziering - Steve Sanders
- Brian Austin Green - David Silver
- Tori Spelling - Donna Martin
- Luke Perry - Dylan McKay
- Joe E. Tata - Nat Bussichio
- Lindsay Price - Janet Sosna
- Daniel Cosgrove - Matt Durning
- Vanessa Marcil - Gina Kincaid
- Vincent Young - Noah Hunter
- Mariam Parris - Sonia
- Ryan Thomas Brown - Morton Muntz
- Andrea Baker - Julie Muntz
- Christopher Northup - Stuart
- The Brian Setzer Orchestra - zichzelf (muzikale gast)